# Jbel Mgoun
Jebel Mgoun, também chamada Ighil Mgoun, Ighil n’Oumsoud,  Irhil M’Goun, Ighil M’Goun, Jebel Ighil M’Goun, Jebel Aït M’goun ou simplesmente M'Goun, é uma montanha em Marrocos, com altitude de 4071 m. É o segundo monte mais alto da subcordilheira do Alto Atlas, parte da Cordilheira do Atlas. Fica na região de Souss-Massa-Draâ, no centro de Marrocos.